# Gonasagi, Bijapur
Gonasagi là một làng thuộc tehsil Bijapur, huyện Bijapur, bang Karnataka, Ấn Độ.